# Blotzheim
Blotzheim es una comuna francesa, situada en el departamento de Alto Rin, en la región  de Alsacia.

## Demografía
| 1 329 | 1 686 | 1 842 | 1 769 | 2 240 | 2 268 | 2 430 | 2 526 | 2 473 | 2 532 | 2 461 | 2 444 | 2 452 | 2 541 | 2 375 | 2 357 | 2 272 | 2 288 | 2 464 | 2 554 | 2 516 | 2 635 | 2 799 | 2 834 | 2 852 | 3 028 | 1 951 | 2 110 | 2 353 | 2 340 | 3 090 | 3 564 | 3 785 |
| Para los censos de 1962 a 1999 la población legal corresponde a la población sin duplicidades (Fuente: INSEE [Consultar]) |       |       |       |       |       |       |       |       |       |       |       |       |       |       |       |       |       |       |       |       |       |       |       |       |       |       |       |       |       |       |       |       |

## Patrimonio
- Baños medicinales, frecuentados desde el siglo XVII, están alimentados por aguas de la fuente de "Kabisbrunnen", de naturaleza sulfurosa y ferruginosa.

- La capilla de Notre-Dame-du-Chêne de Blotzheim, también denominada de “Sancta Maria ad Robar” está declarada monumento histórico. El campanario data de 1494, altar en estilo barroco y otros ornamentos recuperados del convento capuchino fundado en 1737. El órgano es un Calinet de 1843.

- Castillo de Blotzheim, reconstruido en 1730 sobre el antiguo edificio medieval de 1445. Desde 1920, alberga una escuela de formación de la congregación del Santo Espíritu.

- Antiguo Priorato de Blotzheim, reconstruido en 1733 por encargo del abad Delphis de Lucelle, sobre un convento cisterciense de 1267.

## Personajes célebres
- el llamado Père Juif, "apóstol de Sundgau" cura de Blotzheim entre 1789 y 1822.
- Nathan Katz, poeta de madre originaria de esta comuna.
- Paul Gégauff, cineasta.
- Benjamin Ulmann, (1829-1884), pintor.